# Естерга
Естерга (нід. Eesterga) — село в нідерландській провінції Фрисландія. Входить до муніципалітету Фріске-Маррен.
Його площа становить 3,72 км², а населення станом на 2021 рік складало 45 осіб.
Перша згадка про населений пункт датується 1505 роком.

## Галерея

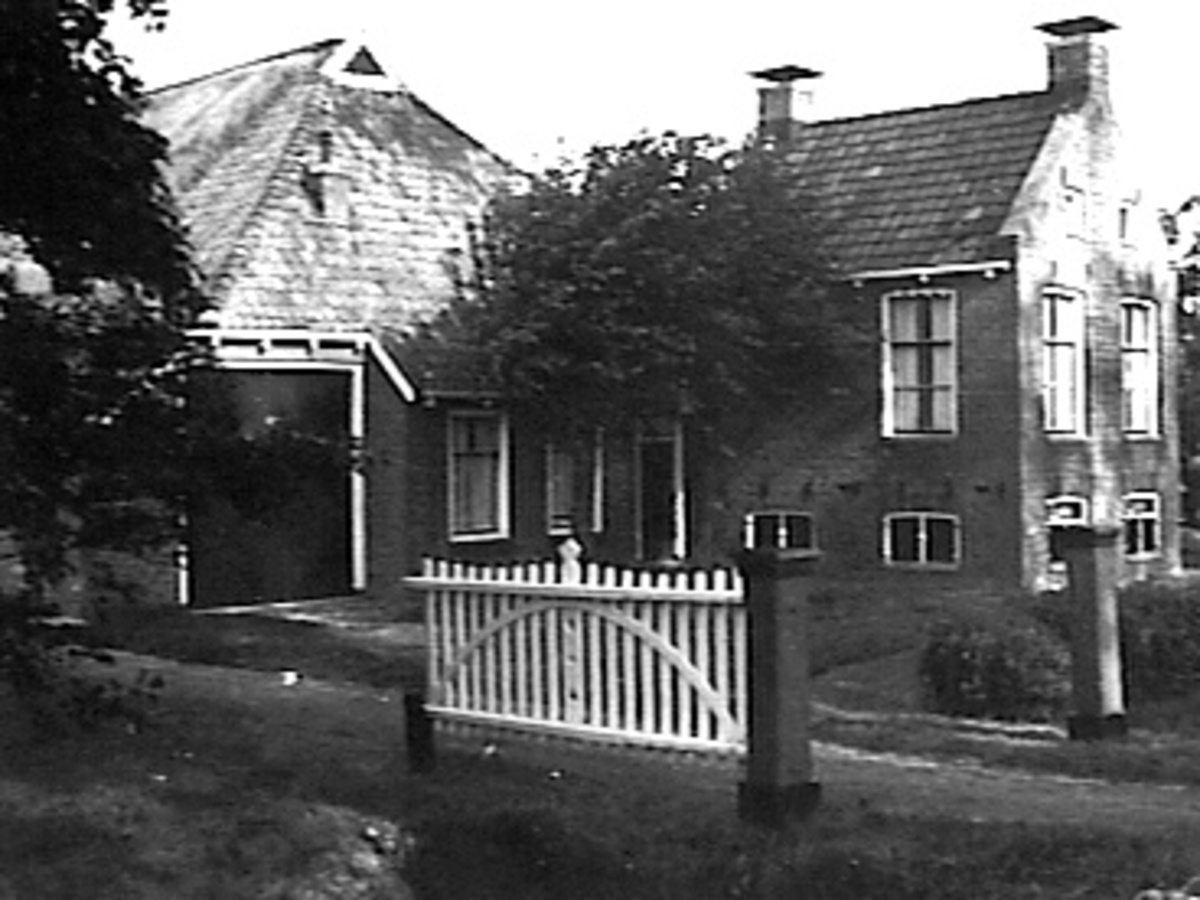
Ферма у селі
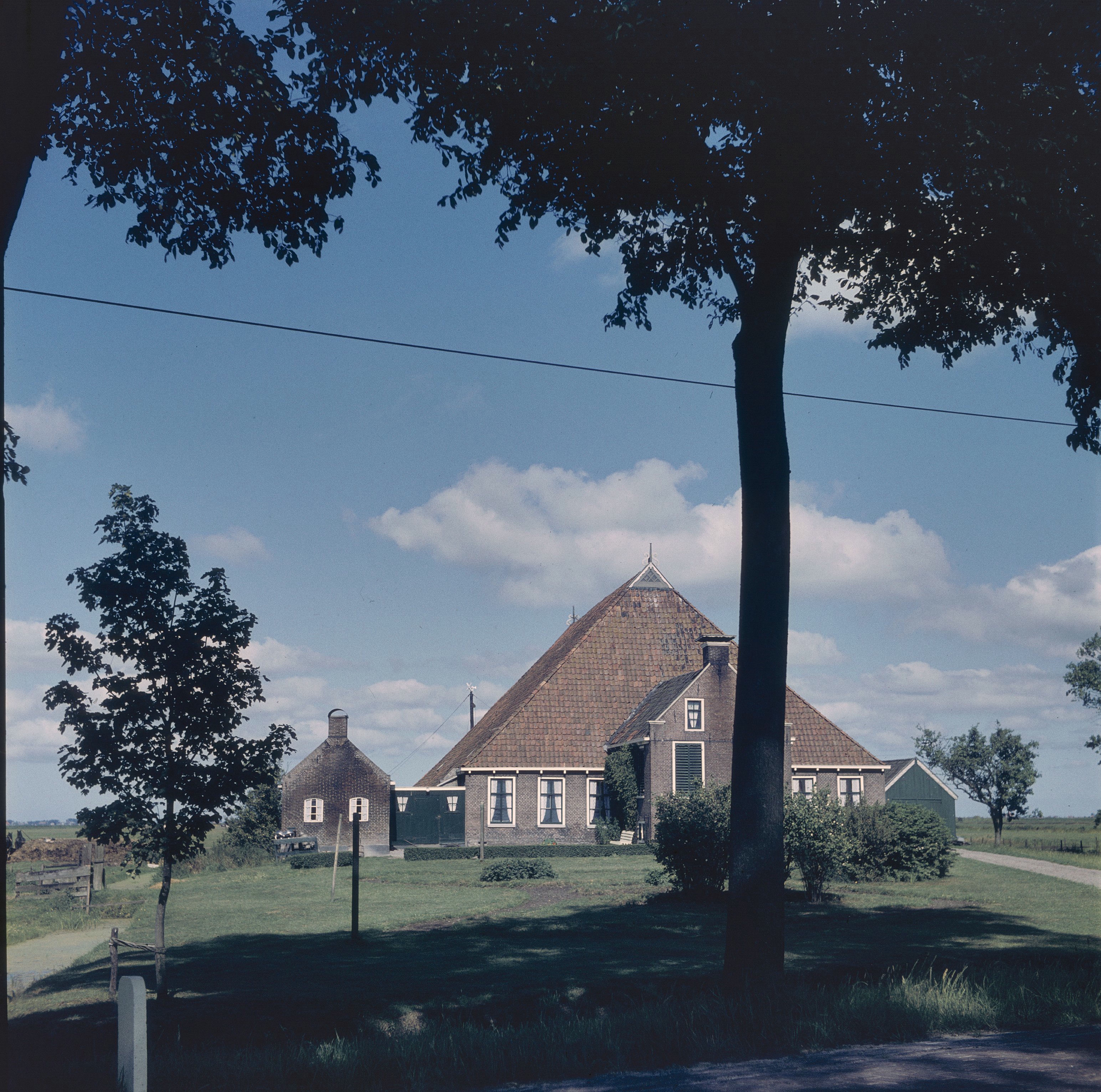
Ферма у селі